# Lago Lauter
El lago Lauter (en alemán: Lautersee) es un lago situado junto a la ciudad de Mittenwald, en la región administrativa de Alta Baviera, en el estado de Baviera (Alemania), a una elevación de 1013 metros; tiene un área de 14.6 hectáreas. 